# Seeleitensee (Innviertel)
Der Seeleitensee, auch Seeleithensee oder Leitensee, ist ein Moorsee im Innviertel in Oberösterreich. Zusammen mit den angrenzenden Streuwiesen ist er als Naturschutzgebiet ausgewiesen.

## Geographie
Der Seeleitensee liegt in einer Höhe von 425 m ü. A. am Rande des Ibmer Moors in der Gemeinde Eggelsberg südlich der Ortschaft Ibm. Das Südostufer bildet die Gemeindegrenze zu Moosdorf. Der See weist eine Fläche von 10 ha und eine maximale Tiefe von 2,1 m auf. Er wird von mehreren Bächen und Gräben gespeist, der Abfluss erfolgt im Westen über den Leitenseekanal zur Moosach. Die Wassererneuerungszeit beträgt 4,25 Tage.
Der Seeleitensee ist durch Ausschürfungen des Salzachgletschers in der letzten Eiszeit entstanden. Er ist von einer Moorlandschaft, zum Teil auch von landwirtschaftlich extensiv genutzten Flächen umgeben.

## Ökologie

### Wassergüte
Der Seeleitensee war früher durch die Einleitung von Abwässern aus Haushalten und aus der Lederproduktion stark belastet, was heute nicht mehr der Fall ist. Dennoch befindet er sich wie andere Innviertler Seen in einem schwach eutrophen Zustand, was auf die Nährstoffeinträge aus dem umgebenden Moor zurückzuführen ist. Die mittlere Sichttiefe beträgt 1,2 m, die Wassertemperatur beträgt im Mittel 11,3 °C, im Maximum 23,3 °C.

### Flora und Fauna
Der See ist in weiten Bereichen von einem Schilfgürtel umgeben und weist große Bestände der Gelben Teichrose auf. Am Ostufer finder sich eine Kopfbinsen-Gesellschaft mit Mehlprimel, Gemeinem Fettkraut und Breitblättrigem Wollgras.
Der See ist ein bedeutendes Brutgebiet für Wasservögel und andere an Feuchtlebensräume gebundene Vogelarten, wie die Flussseeschwalbe, den Schwarzmilan oder die Rohrweihe.

### Naturschutzgebiet
Der See und seine Umgebung sind seit 2001 als Naturschutzgebiet Seeleithensee und angrenzende Streuwiesen ausgewiesen. Es umfasst auf einer Fläche von 67 ha den See mit dem umgebenden Schilfgürtel sowie ein großräumiges Streuwiesengebiet und aushagernde Wirtschaftswiesen.